# ماری هامارستروم
ماری هامارستروم (انگلیسی: Marie Hammarström؛ زادهٔ ۲۹ مارس ۱۹۸۲) بازیکن فوتبال اهل سوئد است.
از باشگاه‌هایی که در آن بازی کرده است می‌توان به باشگاه فوتبال کیف اوربرو دی‌اف‌اف و اومئا آی‌کی اشاره کرد.
وی همچنین در تیم ملی فوتبال زنان سوئد بازی کرده است.